# Капоровка (Речицкий район)
Капоровка (бел. Капараўка) — деревня в Короватичском сельсовете Речицкого района Гомельской области Белоруссии.
Около деревни выявлено месторождение нефти, из которого 17 октября 1964 года добыты первые тонны белорусской нефти.

## География

### Расположение
В 17 км на юго-запад от Речицы, 9 км от железнодорожной станции Демехи (на линии Гомель — Калинковичи), 55 км от Гомеля.

## Транспортная сеть
Рядом автодорога Калинковичи — Гомель. Планировка состоит из прямолинейной, почти широтной ориентации улицы, к которой с запада присоединяется криволинейная и с юга — 2 прямолинейные, соединённые между собой короткой, улицы. Застройка двусторонняя, неплотная, деревянная, усадебного типа.

## История
По письменным источникам известна с XIX века как селение в Ровенскослободской волости Речицкого уезда Минской губернии. В 1850 году во владении дворянина Воловича, который в 1876 году владел здесь 334 десятинами земли. В 1879 году обозначена в Солтановском церковном приходе. Согласно переписи 1897 года действовали часовня, хлебозапасный магазин. Рядом находилась одноимённая усадьба. О значительности потерь, которые нанесли деревне события 1-й мировой и гражданской войн, свидетельствует то, что из 510 десятин пашни в 1920 году засевали только 156 десятин.
С 8 декабря 1926 года — центр Капоровского сельсовета Речицкого района Речицкого, с 9 июня 1927 года Гомельского (до 26 июля 1930 года) округов, с 20 февраля 1938 года — Гомельской области. В 1929 году работала начальная школа. В 1930 году организован колхоз «Завет Ленина», работала кузница. 79 жителей погибли на фронтах Великой Отечественной войны. Согласно переписи 1959 года в составе колхоза «Коммунар» (центр — деревня Будка). Располагались комбинат бытового обслуживания, средняя школа, клуб, библиотека, фельдшерско-акушерский пункт, аптека, отделение связи, магазин.
До 31 октября 2006 года — центр Капоровского сельсовета.
В состав Капоровского сельсовета до середины 1930-х годов входили посёлок Победитель, хутор Холмский, до 1984 года — посёлок Ясная Поляна (в настоящее время не существуют).

## Население

### Численность
- 2004 год — 81 хозяйство, 227 жителей.

### Динамика
- 1850 год — 42 двора, 223 жителя.
- 1897 год — 87 дворов, 595 жителей (согласно переписи).
- 1929 год — 934 жителя.
- 1930 год — 173 двора, 969 жителей.
- 1959 год — 592 жителя (согласно переписи).
- 2004 год — 81 хозяйство, 227 жителей.